# Бебельплац

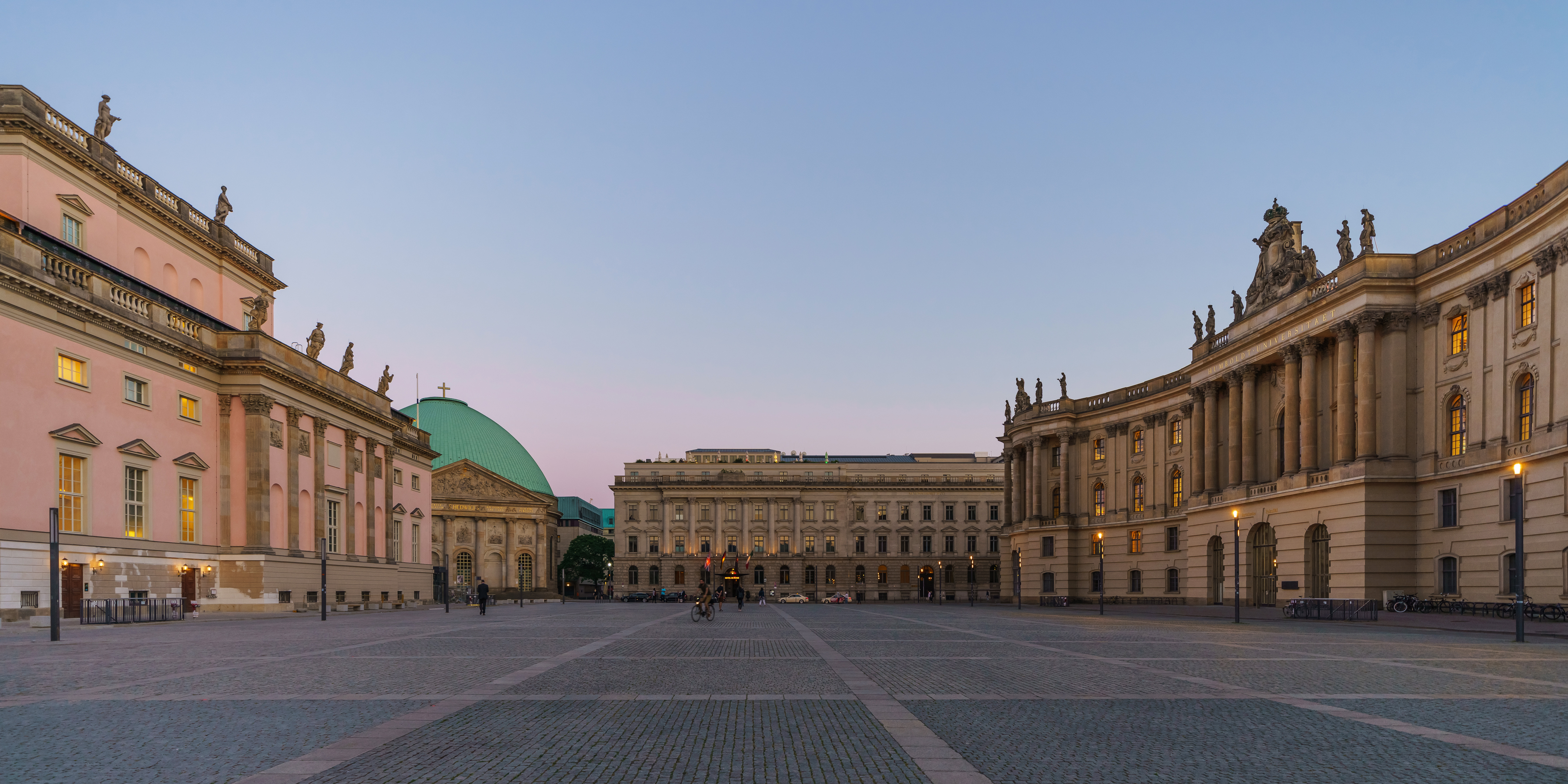
Панорама площади Бебельплац: слева здание Оперы на Унтер-ден-Линден, справа — здание Старой библиотеки, в центре — собор Святой Ядвиги

Бебельплац (нем. Bebelplatz — площадь Бебеля) — одна из центральных площадей столицы Германии города Берлина. С севера на площадь выходит улица Унтер-ден-Линден. Площадь появилась в 1741—1743 годы как «площадь у Оперы» (в 1741—1742 годах здесь было построено здание Берлинского оперного театра). В 1911—1947 годах она носила имя императора Франца-Иосифа (нем. Kaiser-Franz-Josef-Platz). С 31 августа 1947 года названа в честь Августа Бебеля.
Довоенная застройка площади — Форум Фридерицианум (Forum Fridericianum) по проекту архитектора Г. В. фон Кнобельсдорфа — обширный комплекс площадей и зданий с внутренними дворами и полуциркульными колоннадами — не была осуществлена, отдельные здания разрушены и в послевоенные годы заменены новыми с историческими фасадами. Архитектурный ансамбль площади находится под охраной государства.

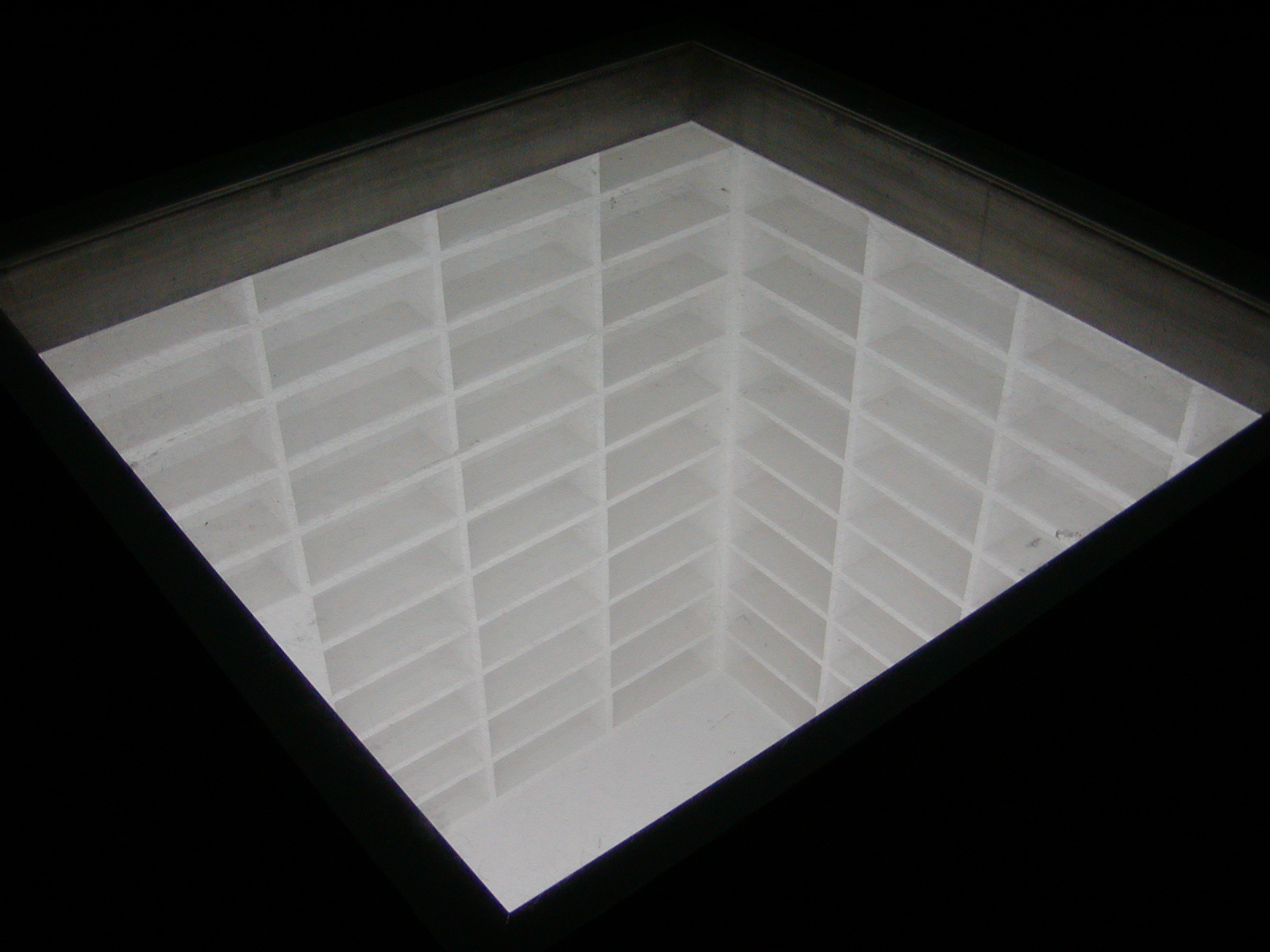
Мемориал Михи Ульмана на площади Бебеля. Берлин, 1995

10 мая 1933 года площадь стала местом проведения известного сожжения книг. Около 40 тысяч студентов, профессоров, членов СА и СС уничтожали на костре книги названных «антинемецкими» авторов: Зигмунда Фрейда, Эриха Кестнера, Генриха Манна, Карла Маркса и Курта Тухольского. Об этих печальных событиях напоминает мемориал сожжённым книгам работы израильского художника Михи Ульмана в центре площади: под стеклянной плитой глубоко вниз уходят под землю пустые белые книжные стеллажи.
С 2004 года под площадью функционирует подземная парковка в два этажа на 462 легковых автомобиля с выходом непосредственно к зданию Государственной оперы на Унтер-ден-Линден.